# Приходько, Владимир Иванович (деятель машиностроения)
Влади́мир Ива́нович Прихо́дько (род. 14 октября 1942 года, Омск) — руководитель крупной машиностроительной компании — Публичного акционерного общества «Крюковский вагоностроительный завод» (город Кременчуг Полтавской области, Украина).
Кандидат технических наук, Заслуженный машиностроитель Украинской ССР (1991), Лауреат Государственной премии Украины в области науки и техники (2005), Почётный гражданин города Кременчуга (2002).

## Биография
Владимир Иванович Приходько родился 14 октября 1942 года в городе Омске (Россия) в семье служащих. Его родители были эвакуированы в Омск вместе с Ленинградским государственным заводом № 174 имени К. Е. Ворошилова. Отец — Приходько Иван Митрофанович — работал начальником отдела капитального строительства завода № 174, на котором был налажен выпуск танков Т-34.
В 1947 году семья Приходько переехала в город Крюков-на-Днепре (ныне Крюковский район города Кременчуга Полтавской области, Украина). Здесь Иван Митрофанович Приходько начал работать директором Крюковского вагоностроительного завода.
Владимир Приходько после окончания средней школы поступил в Крюковский машиностроительный техникум, который закончил в августе 1960 года. С 1960 по 1963 год работал на Крюковском вагоностроительном заводе слесарем, техником-конструктором.
В 1963 году поступил в Московское высшее техническое училище имени Н. Э. Баумана по специальности «Гусеничные и колесные машины». После окончания учебы работал с 1967 по 1978 год на Кременчугском автомобильном заводе (КрАЗ). Занимал должности инженера-конструктора, заместителя начальника экспериментального цеха по испытаниям, заместителя главного инженера по новой технике и развитию. В 1977 году окончил Институт повышения квалификации руководящих работников и специалистов автомобильной промышленности (г. Москва).
В 1978 году он назначен главным инженером Крюковского вагоностроительного завода. В 1984 году становится слушателем Института управления народным хозяйством Академии народного хозяйства СССР при Совете Министров СССР. В этот же период защитил кандидатскую диссертацию «Совершенствование конструкции лесовозных автопоездов КрАЗ на основе выполненного комплекса расчетных и экспериментально-конструкторских работ» с присвоением ученой степени кандидат технических наук.
После окончания учебы он возвращается на Крюковский вагоностроительный завод. В этом же, 1984 году, получает приглашение на учебу в Академию народного хозяйства при Совете Министров СССР по специальности «Экономика, организация управления и планирования народного хозяйства». После окончания Академии и получения квалификации ведущий специалист по управлению в народном хозяйстве работает с 1986 года директором Всесоюзного научно-исследовательского проектно-технологического института вагоностроения (город Кременчуг).
В 1988 году в период перестройки состоялись выборы генерального директора Кременчугского производственного объединения вагоностроения (Крюковского вагоностроительного завода). 12 февраля Владимир Приходько был избран трудовым коллективом на конференции, а 16 февраля назначен приказом по Министерству тяжелого, энергетического и транспортного машиностроения СССР на эту должность.
С тех пор не менял место работы, название должности менялось в связи с изменениями названия компании. С 1995 года — генеральный директор Открытого акционерного общества «Крюковский вагоностроительный завод», с 1997-го — президент этого же Общества без освобождения от должности генерального директора, с апреля 2003 года — председатель наблюдательного совета — президент Общества. С 2011 года — председатель наблюдательного совета — президент Публичного акционерного общества «Крюковский вагоностроительный завод».

## Семья
- Отец — Приходько Иван Митрофанович (1910—1991).
- Мать — Приходько (Нестеренко) Александра Николаевна (1909—1987).
- Жена — Приходько (Панюшкина) Наталия Викторовна (1947).
- Сын — Приходько Павел Владимирович (1969).
- Внучка — Приходько Анастасия Павловна (1996)

## Вклад в развитие машиностроения
В 1988 году, когда Владимир Приходько стал генеральным директором, Крюковский вагоностроительный завод (КВСЗ) переживал не лучшие времена. Экономический кризис, который ощущался во всей стране, давал о себе знать. Коллектив возлагал на нового руководителя большие надежды.
В 1988 году предприятие перешло на новую форму хозяйствования — самоокупаемость
и хозрасчет. С 1 января 1991 года КВСЗ стал арендным предприятием. Это время совпало с распадом Советского Союза, рухнула система устоявшихся экономических связей и сбыта готовой продукции. Россия уже не покупала украинские вагоны, а Украине не нужно было столько вагонов, сколько выпускали 4 вагоностроительных завода (Крюковский, Стахановский, Днепродзержинский, Мариупольский).
Кроме того, по решению Министерства обороны Украины на КВСЗ был остановлен выпуск переправочно-десантной плавающей техники. Производственные мощности и люди остались без загрузки и работы. Тогда Владимир Приходько разработал стратегию развития, которая остается актуальной и сегодня: увеличение номенклатуры продукции, расширение географии рынков сбыта, развитие экспортных поставок.
Наряду с выпуском традиционной для КВСЗ продукции — грузовых магистральных вагонов (полувагонов и вагонов бункерного типа), коллектив быстрыми темпами освоил новые направления машиностроения: в 1992 году на предприятии начали выпускать контейнеры на экспорт во многие страны Европы, в 1993-м собран первый автогрейдер среднего класса. В те же годы началась работа над созданием украинского пассажирского вагона, первый этап которой завершился в 2001 году созданием вагона «Украина».
На КВСЗ, кроме пассажирского вагоностроения родилась, еще одна отрасль украинского машиностроения. Это создание эскалаторов, вагонов и моторвагонного подвижного состава для метрополитенов. Инициатором всех этих начинаний и их движущей силой был и остается президент компании Владимир Приходько.
По состоянию на начало 2012 года на Крюковском вагоностроительном заводе освоено 32 модели и 24 модификации пассажирских вагонов. Их изготовлено и поставлено заказчикам более 400 штук, в том числе на экспорт в Беларусь и Казахстан. Создано 7 моделей пассажирских тележек. Крюковский вагоностроительный завод выпускает 4 модели вагонов метро, поэтажные и туннельные эскалаторы.
Более 460 тысяч грузовых вагонов от КВСЗ работают сегодня на стальных магистралях. Кроме традиционных полувагонов и бункерных вагонов, освоены новые модели: хопер-дозатор, цистерны, вагон для окатышей, для щебня, платформы, комбинированные и крытые вагоны, модульные вагоны-хопперы.
Последние разработки КВСЗ — межрегиональные скоростные поезда — локомотивной тяги и двухсистемный электропоезд, рассчитанные на скорости движения до 220 километров в час. А также поезд метро с асинхронным приводом, пассажирский вагон международного класса габарита RIC (до 220 км/час).

## Признание и награды
- Орден «За заслуги» II степени (23 августа 2011 года) — за значительный личный вклад в становление независимости Украины, утверждение её суверенитета и международного авторитета, заслуги в государствообразующей, социально-экономической, научно-технической, культурно-образовательной деятельности, добросовестное и безупречное служение Украинскому народу[1].
- Орден «За заслуги» III степени (30 апреля 1999 года) — за весомый личный вклад в развитие отечественного вагоностроения, высокий профессионализм[2].
- Орден Дружбы (21 июня 1996 года, Россия) — за заслуги перед государством, большой вклад в создание современных грузовых и пассажирских вагонов и в связи со 150-летием вагоностроения в России[3].
- Заслуженный машиностроитель Украинской ССР (17 июня 1991 года) — за заслуги в развитии вагоностроения, личный вклад в повышение эффективности производства на основе внедрения арендного подряда, новой техники и прогрессивных технологий[4].
- Государственная премия Украины в области науки и техники (19 декабря 2005 года) — за разработку, создание, освоение производства и внедрение семейства моделей отечественных современных пассажирских вагонов для скоростных перевозок[5].
- Имеет ряд негосударственных наград: международная награда «Золотой Меркурий» (1998 г.), ордена Нестора Летописца (2002 г.), «Золотая Фортуна» (2004 г.), французская Золотая медаль Ассоциации содействия промышленности (SPI), международная награда «Золотой ягуар» (2005 г.), орден Святого Архистратига Михаила (2011 г.).
- Удостоен знаков «Отличный пограничник», «300 лет инженерным войскам России», «Почётному железнодорожнику», «Почетный работник транспорта Украины (недоступная ссылка)», «Железнодорожная слава», «Золотой знак Украинского союза промышленников и предпринимателей», «За содействие развитию железнодорожного транспорта», «За развитие социального партнерства». Имеет звание и знак «Почётный вагоностроитель».
- Неоднократно избирался депутатом Полтавского областного совета. С 2002 года — Почётный гражданин города Кременчуга.

## Научная деятельность
Владимир Приходько имеет ученую степень кандидата технических наук. Автор 25 научных трудов, 77 изобретений. Он является академиком Транспортной академии Украины, действительный член Восточно-украинской Академии бизнеса, Подъемно-транспортной академии наук Украины. Профессор кафедры «Технология машиностроения и обработка металлов давлением» Кременчугского национального университета.
Автор двух учебных пособий «Комплексная механизация и автоматизация производственных процессов в вагоностроении» и «Комплексная механизация и автоматизация производства сварных конструкций в вагоностроении». В 2000 году вышел научный труд «Разработка научных основ и внедрение в производство высокоэффективных, надежных, конкурентоспособных землеройных и транспортных машин».

## Благотворительная деятельность
В 1996 году был создан благотворительный фонд «Крюковвагон». Со дня основания и до сих пор его неизменным председателем является президент ПАО «КВСЗ» Владимир Приходько. Цель деятельности фонда — оказание помощи неработающим пенсионерам, одиноким престарелым людям, инвалидам войны и труда, участникам ликвидации аварии на Чернобыльской АЭС, а также финансовая поддержка неприбыльных организаций. Прежде всего — медицинских, учебных заведений города Кременчуга.
Ежегодно составляется план оказания помощи, который предусматривает проведение акций милосердия. Адресную помощь получают более 4 тысяч пенсионеров предприятия, более тысячи участников Великой Отечественной войны, около 600 инвалидов первой и второй групп, одинокие престарелые граждане, многодетные семьи. Как правило, акции проводятся ко Дню Победы, Дню машиностроителя, Международному дню инвалидов, юбилейным датам в жизни предприятия и города.
География добрых дел благотворительного фонда «Крюковвагон» постоянно расширяется. Среди получателей помощи городские и областные больницы, школы, детские садики, техникумы и другие учебные заведения, для которых Крюковский вагоностроительный завод закупает оборудование, технику, делает ремонты. Сумма расходов на благотворительность растет с каждым годом.
Владимир Приходько придерживается принципа: «Молодые и здоровые должны иметь работу и достойную заработную плату, а дети и старики — благотворительную помощь».